# Oligonychus manishi
Oligonychus manishi är en spindeldjursart som beskrevs av Gupta 1979. Oligonychus manishi ingår i släktet Oligonychus och familjen Tetranychidae. Inga underarter finns listade i Catalogue of Life.